# Vladimir Mijanović
Vladimir Mijanović (serb. Владимир Мијановић; ur. 15 sierpnia 1946 w Trzebinju, zm. 6 maja 2021 w Belgradzie) – serbski działacz społeczny.

## Życiorys
Studiował socjologię na Wydziale Filozoficznym Uniwersytetu w Belgradzie. W grudniu 1966 wziął aktywny udział w proteście studentów belgradzkich przeciwko wojnie w Wietnamie. Działał w Związku Studentów, był wówczas nazywany Vlada “Revolucija”. W czerwcu 1968 stał się jednym z przywódców protestów studenckich, organizując okupację rektoratu macierzystej uczelni, był także inicjatorem strajku studenckiego. Po zakończeniu protestu Mijanović został wydalony z uczelni, a w 1970 aresztowany za działalność antypaństwową. Skazany na 20 miesięcy więzienia, wyszedł z niego po 12 miesiącach. Kolejny raz aresztowany w lutym 1973 w Tuzli, w czasie odbywania zasadniczej służby wojskowej i oskarżony o obrazę państwa jugosłowiańskiego. Za ten czyn został skazany na rok więzienia.
Związany ze środowiskiem jugosłowiańskich dysydentów, Mijanović zaangażował się w 1976 w tworzenie Wolnego Uniwersytetu, którego siedzibą było jego mieszkanie. Ponownie aresztowany w 1984 i oskarżony o prowadzenie działalności kontrrewolucyjnej. Mijanovicia dołączono do pięciu intelektualistów serbskich oskarżanych o działalność wrogą wobec państwa - ich proces określano mianem "procesu belgradzkiej szóstki" (Процес шесторици). W 1986 udało mu się odzyskać paszport i wyjechać do Stanów Zjednoczonych. Mieszkał w San Francisco z żoną i dziećmi, zarabiając na życie jako malarz pokojowy i taksówkarz. W tym czasie uczestniczył w protestach antywojennych, a także działał na rzecz zniesienia kary śmierci.
Po powrocie do Serbii w 2006 zaangażował się w protesty ekologiczne, skierowane przeciwko wycince drzew i budowie hydroelektrowni, a także w pomoc dla uchodźców, przyjeżdżających do Serbii. Zmarł w Belgradzie.
Pierwszą żoną Mijanovicia była socjolożka Ljiljana Jovičić, do USA wyjechał z Bojaną Mladenović, z którą miał dwoje dzieci - Konstantina i Petrę.